# 未着品販売
未着品販売（みちゃくひんはんばい）とは、企業がとる商品販売形態の一種である。

## 概要
- 未着品とは

未着品とは、その名のとおり、運送中などの事象によりまだ買い手に到着していない商品や製品のことである。商品を遠隔地から鉄道便や航路・空路などを経由して注文すると商品より先に貨物引換証（ウェイビル）が送付される（航路の場合は船荷証券、鉄道便、空路その他の場合は貨物代表証券などと呼ばれる）。この引換証を所持していることによって港や貨物駅において商品を受け取る権利が与えられるので、企業会計上は仕入高として処理される。貿易や遠隔地との取引に用いられる。
- 未着品販売とは

この貨物引換証を他人に券の状態のまま転売すること（＝所有権を移転させること）を未着品販売という。